# اصلاحات قانون اساسی آگوستوس
اصلاحات قانون اساسی آگوستوس (انگلیسی: Constitutional reforms of Augustus) مجموعه‌ای از قوانینی بودند که توسط نخستین امپراتور روم آگوستوس بین سال‌های ۳۰ قبل از میلاد تا ۲ قبل از میلاد وضع شد و قانون اساسی جمهوری روم را به قانون اساسی امپراتوری روم تبدیل کرد. دورانی که طی آن این تغییرات ایجاد شد، زمانی آغاز شد که آگوستوس مارک آنتونی و کلئوپاترا را در نبرد آکتیوم در ۳۱ قبل از میلاد شکست داد و زمانی پایان یافت که سنای روم به آگوستوس عنوان پدر میهن (Pater Patriae) را در ۲ قبل از میلاد اعطا کرد.